# プロビデンス級ミサイル巡洋艦
プロビデンス級ミサイル巡洋艦（プロビデンスきゅうミサイルじゅんようかん、英語: Providence-class guided missile light cruiser）は、アメリカ海軍のミサイル巡洋艦の艦級。クリーブランド級軽巡洋艦にテリア艦対空ミサイルを搭載して改装した艦である。

## 来歴
アメリカ海軍は、第二次世界大戦末期より、全く新しい対空兵器として艦対空ミサイルの開発に着手していた。これらのミサイル・システムは、その重量・容積の大きさと、これを収容できる船体の入手の都合から、まず大戦世代の巡洋艦を改装して搭載されることになった。まず1952年度予算で、ボルチモア級重巡洋艦2隻にテリアミサイルが搭載され、ボストン級ミサイル巡洋艦として再就役した。
これに続いて、1956年・1957年度で、予備役にあったクリーブランド級軽巡洋艦をもとにミサイル巡洋艦として改装することが計画された。当初計画では9隻の改装が検討されていたが、同時期に新造ミサイル艦の計画が進められていたこともあって整備数は削減され、最終的に、テリア搭載艦3隻とタロス搭載艦3隻の計6隻が改装されることになった。このうちテリア搭載艦として改装されたのが本級である。なおタロス搭載艦として改装されたのがガルベストン級であった。

## 設計
基本的には、艦の後半部を改装してテリア艦対空ミサイル・システムを搭載した構成となっている。艦尾甲板にはMk.9 mod.1連装発射機（搭載弾数120発）1基が設置され、その直前の後部上構には、AN/SPQ-5火器管制レーダー2基が背負式に設置されている。またレーダーとして、前檣に対空捜索レーダー、中檣に3次元レーダー、そして後檣に高角測定レーダーが設置されており、またいくつかの艦では3次元レーダーと高角測定レーダーを逆にして設置した。
「トピカ」では、艦首側の47口径15.2cm3連装砲2基および38口径12.7cm連装砲3基は維持されていたが、「プロビデンス」「スプリングフィールド」では、更に15.2cm3連装砲1基および12.7cm連装砲2基も撤去されて、艦橋構造物を拡張し、旗艦設備を備えた。また40mm・20mmの機銃はすべて撤去された。主方位盤としてMk.34、副方位盤としてMk.37を備えていた。
艦尾甲板にはヘリコプター甲板が設定され、小型ヘリコプター1機を搭載できたが、格納庫は設定されていなかった。その後、1960年代初頭までに、QH-50 DASHの運用能力が付与されるとともにAN/SQS-23ソナーも搭載され、対潜戦に対応した。

### 兵装要目
| プロビデンス、スプリングフィールド               | トピカ                                      |
| ------------------------------------------------ | ------------------------------------------- |
| Mk.16 6インチ砲×3門 （3連装砲塔として搭載）      | Mk.16 6インチ砲×6門 （3連装砲塔として搭載） |
| Mk.12 5インチ砲×4門 （連装砲塔として搭載）       | Mk.12 5インチ砲×12門 （連装砲塔として搭載） |
| Mk.9 連装ミサイル発射機×1基 （RIM-2テリアSAM用） |                                             |

## 同型艦
| 艦番号 | 艦名                                 | 起工           | 就役            | 再就役         | 退役           |
| ------ | ------------------------------------ | -------------- | --------------- | -------------- | -------------- |
| CLG-6  | プロビデンス USS Providence          | 1943年 7月27日 | 1945年 5月15日  | 1959年 9月17日 | 1973年 8月31日 |
| CLG-7  | スプリングフィールド USS Springfield | 1943年 2月13日 | 1944年 9月9日   | 1960年 7月2日  | 1974年 5月15日 |
| CLG-8  | トピカ USS Topeka                    | 1943年 4月21日 | 1944年 12月23日 | 1960年 3月26日 | 1969年 6月5日  |